# Marià Gonzalvo
Mariano Gonzalvo Falcón (en espagnol) ou Marià Gonzalvo (en catalan), aussi connu sous le nom de Gonzalvo III (né le 22 mars 1922 à Mollet del Vallès en Catalogne et décédé le 7 avril 2007 à Barcelone), était un joueur de football espagnol, qui évoluait en tant que milieu de terrain.
Il passe la plupart de sa carrière au FC Barcelone et il est considéré comme l'un des milieux les plus talentueux de la Liga des années 1940. Le 7 décembre 1962, le Barça joue un match en son honneur contre le CA Peñarol. Il joua également en international et avec le XI catalan.
Ses deux frères aînés sont également footballeurs, Julio Gonzalvo, connu sous Gonzalvo I qui joue pour l'Espanyol Barcelone et le Barça, et Josep Gonzalvo, connu sous Gonzalvo II, qui joue pour le Barça.

## Biographie

### Carrière de club
Il commence sa carrière dans l'équipe locale de sa ville natale à Mollet, avant de rejoindre le CE Europa. Il signe ensuite au FC Barcelone. Il passe la saison 1941-42 au Real Saragosse, avec son frère Juli, et aide le club à monter en Division I en terminant deuxième de la Segunda División. Il retourne ensuite au Barça et fait ses débuts en Primera División le 13 décembre 1942 lors d'une défaite 4-2 à l'extérieur contre le FC Séville. Il se révèle être un des cadres du club lors des treize années suivantes qu'il passe au club, jouant 331 matchs et inscrivant 56 buts toutes compétitions confondues. 
Ensemble avec une équipe incluant entre autres Antoni Ramallets, Velasco, Josep Escolà, Joan Segarra,  Estanislao Basora, César, László Kubala et son frère, José, il aide le CF Barcelone à remporter cinq fois La Liga et trois fois la Copa del Generalísimo. Lors de la finale de la Copa 1951, il inscrit un triplé contre la Real Sociedad. Gonzalvo finit sa carrière en jouant une saison à l'UE Lleida et une au CD Condal, réserve du Barça qui devient un club séparé dans les années 1950.
Au total, Gonzalvo dispute 224 matchs en première division et 18 matchs en deuxième division, inscrivant 29 buts dans les divisions professionnelles espagnoles. Il joue par ailleurs un match en Coupe d'Europe (Coupe des villes de foires) avec le club du FC Barcelone.

### Carrière internationale
De 1946 à 1954, Gonzalvo joue 16 matchs et inscrit un but avec l'équipe d'Espagne.
Il fait ses débuts en sélection lors d'une défaite 1-0 contre l'Irlande le 23 juin 1946. Il reçoit sa dernière sélection le 17 mars 1954 lors d'un match nul 2-2 face à l'équipe de Turquie. Le 10 juin 1951, il inscrit un but à l'occasion d'un match amical face à la Belgique (3-3). C'est son seul but en équipe nationale.
Il participe à la Coupe du monde 1950 avec la sélection espagnole. Lors du mondial organisé au Brésil, il joue 5 matchs : contre les États-Unis, le Chili, l'Angleterre, l'Uruguay, et enfin contre le pays organisateur.
Entre 1947 et 1955, il joue trois fois avec l'équipe de Catalogne. Son premier match est une victoire 3-1 contre l'Espagne le 10 octobre 1947.

## Palmarès

### FC Barcelone
- Championnat d'Espagne : 5
  - 1945, 1948, 1949, 1952, 1953

- Copa del Generalísimo : 3
  - 1951, 1952, 1953

- Copa Latina : 1
  - 1949

- Copa de Oro Argentina : 1
  - 1945

- Coupe Eva Duarte : 3
  - 1949, 1952, 1953

- Coupe Martini Rossi : 2
  - 1952, 1953

### Real Saragosse
- Segunda División
  - Finaliste : 1942